# جام در جام اروپا ۷۶–۱۹۷۵
فصل ۷۶–۱۹۷۵، از مسابقات فوتبال جام برندگان جام اروپا، با برتری ۴ بر ۲ اندرلشت مقابل وستهام یونایتد در فینال این رقابت‌ها و در ورزشگاه کینگ بودوئن به پایان رسید.

## دور اول
| تیم #۱                           | در مجموع. | تیم #۲                            | دور رفت               | دور برگشت             |
| -------------------------------- | --------- | --------------------------------- | --------------------- | --------------------- |
| باشگاه فوتبال اسپارتاک ترناوا    | 0–3       | باشگاه فوتبال بوآویستا            | 0–0 (گزارش) (گزارش ۲) | 0–3 (گزارش) (گزارش ۲) |
| Valur                            | 0–9       | باشگاه فوتبال سلتیک               | 0–2 (گزارش) (گزارش ۲) | 0–7 (گزارش) (گزارش ۲) |
| باشگاه فوتبال بشیکتاش            | 0–6       | باشگاه فوتبال فیورنتینا           | 0–3 (گزارش) (گزارش ۲) | 0–3 (گزارش) (گزارش ۲) |
| باشگاه فوتبال پاناتینایکوس       | 0–2       | باشگاه فوتبال تسویکاو             | 0–0 (گزارش) (گزارش ۲) | 0–2 (گزارش) (گزارش ۲) |
| باشگاه فوتبال راپید بخارست       | 1–2       | باشگاه فوتبال اندرلشت             | 1–0 (گزارش) (گزارش ۲) | 0–2 (گزارش) (گزارش ۲) |
| باشگاه فوتبال بوراتس بانیا لوکا  | 14–1      | US Rumelange                      | 9–0 (گزارش) (گزارش ۲) | 5–1 (گزارش) (گزارش ۲) |
| باشگاه فوتبال رکسهام             | 3–2       | باشگاه فوتبال دیورگاردن           | 2–1 (گزارش) (گزارش ۲) | 1–1 (گزارش) (گزارش ۲) |
| Skeid                            | 1–8       | Stal Rzeszów                      | 1–4 (گزارش) (گزارش ۲) | 0–4 (گزارش) (گزارش ۲) |
| باشگاه فوتبال اشتورم گراتس       | 3–2       | PFC Slavia Sofia                  | 3–1 (گزارش) (گزارش ۲) | 0–1 (گزارش) (گزارش ۲) |
| Haladás VSE                      | 8–1       | باشگاه فوتبال والتا               | 7–0 (گزارش) (گزارش ۲) | 1–1 (گزارش) (گزارش ۲) |
| باشگاه فوتبال بازل               | 2–3       | باشگاه فوتبال اتلتیکو مادرید      | 1–2 (گزارش) (گزارش ۲) | 1–1 (گزارش) (گزارش ۲) |
| باشگاه فوتبال آینتراخت فرانکفورت | 11–3      | Coleraine F.C.                    | 5–1 (گزارش) (گزارش ۲) | 6–2 (گزارش) (گزارش ۲) |
| باشگاه فوتبال وایله بلدکلوب      | 0–4       | باشگاه فوتبال ادو دن هاخ          | 0–2 (گزارش) (گزارش ۲) | 0–2 (گزارش) (گزارش ۲) |
| Home Farm F.C.                   | 1–7       | باشگاه فوتبال لانس                | 1–1 (گزارش) (گزارش ۲) | 0–6 (گزارش) (گزارش ۲) |
| باشگاه فوتبال آرارات ایروان      | 10–1      | باشگاه فوتبال آنورتوسیس فاماگوستا | 9–0 (گزارش) (گزارش ۲) | 1–1 (گزارش) (گزارش ۲) |
| Lahden Reipas                    | 2–5       | باشگاه فوتبال وستهام یونایتد      | 2–2 (گزارش) (گزارش ۲) | 0–3 (گزارش) (گزارش ۲) |

## دور دوم
| تیم #۱                       | در مجموع.                  | تیم #۲                           | دور رفت               | دور برگشت             |
| ---------------------------- | -------------------------- | -------------------------------- | --------------------- | --------------------- |
| باشگاه فوتبال بوآویستا       | 1–3                        | باشگاه فوتبال سلتیک              | 0–0 (گزارش) (گزارش ۲) | 1–3 (گزارش) (گزارش ۲) |
| باشگاه فوتبال فیورنتینا      | 1–1(ضربات پنالتی (فوتبال)) | باشگاه فوتبال تسویکاو            | 1–0 (گزارش) (گزارش ۲) | 0–1 (گزارش) (گزارش ۲) |
| باشگاه فوتبال اندرلشت        | 3–1                        | باشگاه فوتبال بوراتس بانیا لوکا  | 3–0 (گزارش) (گزارش ۲) | 0–1 (گزارش) (گزارش ۲) |
| باشگاه فوتبال رکسهام         | 3–1                        | Stal Rzeszów                     | 2–0 (گزارش) (گزارش ۲) | 1–1 (گزارش) (گزارش ۲) |
| باشگاه فوتبال اشتورم گراتس   | 3–1                        | Haladás VSE                      | 2–0 (گزارش) (گزارش ۲) | 1–1 (گزارش) (گزارش ۲) |
| باشگاه فوتبال اتلتیکو مادرید | 1–3                        | باشگاه فوتبال آینتراخت فرانکفورت | 1–2 (گزارش) (گزارش ۲) | 0–1 (گزارش) (گزارش ۲) |
| باشگاه فوتبال ادو دن هاخ     | 6–3                        | باشگاه فوتبال لانس               | 3–2 (گزارش) (گزارش ۲) | 3–1 (گزارش) (گزارش ۲) |
| باشگاه فوتبال آرارات ایروان  | 2–4                        | باشگاه فوتبال وستهام یونایتد     | 1–1 (گزارش) (گزارش ۲) | 1–3 (گزارش) (گزارش ۲) |

## یک‌چهارم نهایی
| تیم #۱                     | در مجموع.                        | تیم #۲                           | دور رفت               | دور برگشت             |
| -------------------------- | -------------------------------- | -------------------------------- | --------------------- | --------------------- |
| باشگاه فوتبال سلتیک        | 1–2                              | باشگاه فوتبال تسویکاو            | 1–1 (گزارش) (گزارش ۲) | 0–1 (گزارش) (گزارش ۲) |
| باشگاه فوتبال اندرلشت      | 2–1                              | باشگاه فوتبال رکسهام             | 1–0 (گزارش) (گزارش ۲) | 1–1 (گزارش) (گزارش ۲) |
| باشگاه فوتبال اشتورم گراتس | 0–3                              | باشگاه فوتبال آینتراخت فرانکفورت | 0–2 (گزارش) (گزارش ۲) | 0–1 (گزارش) (گزارش ۲) |
| باشگاه فوتبال ادو دن هاخ   | 5 – 5(قانون گل زده در خانه حریف) | باشگاه فوتبال وستهام یونایتد     | 4–2 (گزارش) (گزارش ۲) | 1–3 (گزارش) (گزارش ۲) |

## نیمه‌نهایی
| تیم #۱                           | در مجموع. | تیم #۲                       | دور رفت               | دور برگشت             |
| -------------------------------- | --------- | ---------------------------- | --------------------- | --------------------- |
| باشگاه فوتبال تسویکاو            | 0–5       | باشگاه فوتبال اندرلشت        | 0–3 (گزارش) (گزارش ۲) | 0–2 (گزارش) (گزارش ۲) |
| باشگاه فوتبال آینتراخت فرانکفورت | 3–4       | باشگاه فوتبال وستهام یونایتد | 2–1 (گزارش) (گزارش ۲) | 1–3 (گزارش) (گزارش ۲) |

## فینال
| باشگاه فوتبال وستهام یونایتد | ۲–۴           | باشگاه فوتبال اندرلشت                                 |
| ---------------------------- | ------------- | ----------------------------------------------------- |
| Holland ۲۸' · Robson ۶۸'     | گزارش گزارش ۲ | راب رنسنبرینک ۴۲'، ۷۳' · فرانسیس فان در الست ۴۸'، ۸۸' |